# Amalie von Wallmoden
Amalie Sophie Marianne von Wallmoden, 1.ª Condessa de Yarmouth (1 de abril de 1704 - 19/20 de dezembro de 1765) foi amante do rei Jorge II da Grã-Bretanha entre meados de 1730 e a morte do monarca em 1760. Nascida numa família proeminente de Hanôver e casada com um homem de outra prestigiada família, Amalie tornou-se cidadã britânica em 1740 e recebeu o título vitalício de "condessa de Yarmouth". Foi a última amante real a receber esta honra Permaneceu na Grã-Bretanha até à morte de Jorge II em 1760 e acredita-se que terá sido ele o pai do seu filho Johann Ludwig, Reichsgraf von Wallmoden-Gimborn. Amalie regressou a Hanôver para viver os seus últimos cinco anos de vida após a morte do rei.

## Biografia
Nascida Amalie Sophie Marianne von Wendt a 1 de Abril de 1704, era filha do general hanoveriano Johann Franz Dietrich von Wendt e de Friderike Charlotte von Wend (nascida Von dem Busche). Era sobrinha de Melusine von der Schulenburg, duquesa de Kendal. Entrou na Casa de Wallmoden em 1727 após o seu casamento com Adam von Wallmoden de quem teve um filho, Franz Ernst von Wallmoden. Numa carta datada de 1738, dirigida a Charles, viconde Townshend, Amalie foi descrita como sendo morena com "uns belos olhos negros", "com uma figura muito boa, não é alta nem baixa; não tem traços muito sofisticados, mas, no geral, é agradável". Era sobrinha de Melusine von der Schulenburg, duquesa de Kendal.
Jorge II sentiu-se atraído por Amalie pela primeira vez durante uma visita que realizou a Hanôver, onde ela vivia, em 1735. Em 1736, Amalie deu à luz um filho, Johann Ludwig, Reichsgraf von Wallmoden-Gimborn, que se dizia ser filho ilegítimo do rei de Inglaterra. Em 1738, as visitas de Jorge a Hanôver para visitar a sua amante tornaram-se tão numerosas que mereceram uma sátira por parte de Samuel Johnson no seu poema "London". O rei acabou com estas visitas após a morte da sua esposa, a princesa Carolina de Ansbach, em Novembro de 1737, um acontecimento que lhe permitiu levar Amalie para Inglaterra, no entanto tal não satisfez o descontentamento de Johnson. Em 1739, o poeta escreveu de forma mordaz sobre a relação do rei com Amalie: "os seus filhos torturados morreram mesmo à sua frente / Enquanto ele se deita derretido num abraço lascivo".
Em 1739, Amalie divorciou-se do seu marido. Em 1740, foi naturalizada e recebeu o título de condessa de Yarmouth que não podia ser herdado pelos seus descentes. Foi a última amante real a receber esta honra. Nesta altura começou a ser chamada de Amalie Sophia de Wallmoden para ocultar a questão do seu estado civil. Horace Walpole afirmou que o objectivo principal da condessa era agradar ao rei, apesar de se dizer que também se interessava na atribuição de títulos, tendo possivelmente participado na criação de um baronato para Stephen Fox-Strangways, 1.º Conde de Ilchester, em 1741 assim como o título de visconde Folkestone para Jacob des Bouverie em 1747.
Após a morte do rei a 25 de Outubro de 1760, Amalie regressou a Hanôver. Morreu no dia 19 ou 20 de Dezembro de 1765.